# Nimr al-Nimr

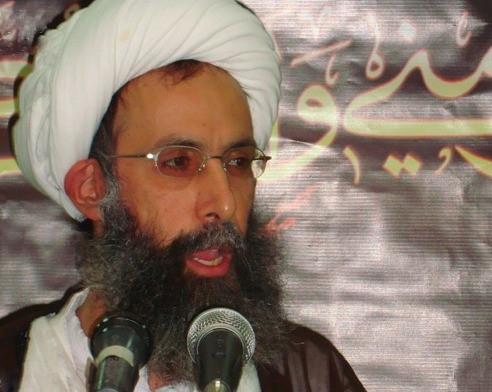
Nimr Baqr al-Nimr 2009

Nimr Baqr al-Nimr (21 juni 1959 – 2 januari 2016), ook gespeld als Bakir al-Nimr, al-Nemr, al-Namr, al-Nimer, al-Nemer, al-Namer en doorgaans bekend onder de naam Sjeik Nimr, was een sjiitische sjeik in al-Awamiyah, een stad in de oostelijke provincie van Saoedi-Arabië.

## Biografie
Al-Nimr was populair bij de jeugd en een bekritiseerde de overheid van Saoedi-Arabië. Zo riep hij op tot vrije verkiezingen in het land en beweerde hij dat hij door de Saoedische veiligheidsdienst, de Mabahith, was geslagen toen hij in 2006 was gearresteerd. 
In 2009 bekritiseerde hij de Saoedische autoriteiten en stelde hij afscheiding van de oostelijke provincie voor als de rechten van de sjiieten er niet beter zouden worden gerespecteerd. Hierop werd er een arrestatiebevel voor hem uitgevaardigd en werden er 35 mensen gearresteerd. 
Gedurende de Saoedi-Arabische protesten van 2011 en 2012 riep al-Nimr protestanten op om kogels van de politie te weerstaan met het gebruik van het "gebrul van het woord" in plaats van met geweld. Al-Nimr voorspelde de omverwerping van de regering als de onderdrukking zou worden voortgezet. Al-Nimr werd door The Guardian gezien als "degene die het voortouw nam in de opstand".
Op 8 juli 2012 schoot de politie al-Nimr in een van zijn benen en werd hij gearresteerd. De politie omschreef dit als een 'uitwisseling van geweervuur'. Hierop volgden verschillende protesten waarbij twee mannen, Akbar al-Shakhouri en Mohamed al-Felfel, door politiekogels werden gedood. Al-Nimr begon met een hongerstaking en er zijn aanwijzingen dat hij werd gemarteld. Tijdens zijn hongerstaking op 21 augustus 2012 gaf het Asharq Centrum voor Mensenrechten aan bezorgd te zijn over de gezondheid van al-Nimr, en riep op tot internationale steun om toegang tot hem door familie, zijn advocaat en mensenrechtenactivisten mogelijk te maken.

### Doodstraf
Op 15 oktober 2014 werd al-Nimr ter dood veroordeeld door het Bijzondere Strafhof voor Criminaliteit voor ‘het streven naar buitenlandse inmenging in Saoedi-Arabië, ongehoorzaamheid aan de regering en het opnemen van de wapens tegen veiligheidstroepen’. Op dezelfde dag werd zijn broer, Mohammad al-Nimr, gearresteerd omdat hij informatie over de terdoodveroordeling twitterde. 
De doodstraf werd op 2 januari 2016 of kort hiervoor voltrokken. Met hem werden 46 anderen ter dood gebracht. Zijn executie werd door Iran en sjiieten in het hele Midden-Oosten veroordeeld, alsmede door mensen in het Westen en door soennieten die tegen sectarianisme zijn. De overheid van Saoedi-Arabië droeg al-Nimrs lichaam niet aan zijn familie over en gaf aan dat alle lichamen na executie waren verbrand en in compost verwerkt. 
De executie van al Nimr en de daaropvolgende bestorming van de Saoedische ambassade in Teheran door sjiietische demonstranten leidde tot het verbreken van de diplomatieke betrekkingen tussen Iran en meerdere soennitische landen.